# Ladapeyre
Ladapeyre ist eine Gemeinde in Frankreich. Sie gehört zur Region Nouvelle-Aquitaine, zum Département Creuse, zum Arrondissement Aubusson und zum Kanton Gouzon. Sie grenzt im Norden an Châtelus-Malvaleix, im Nordosten an Jalesches und Clugnat, im Südosten an Parsac, im Süden an Jarnages, im Südwesten an Pionnat und Ajain sowie im Nordwesten an Roches.
Die Bewohner nennen sich Ladapeyrois oder Ladapeyroises.

## Bevölkerungsentwicklung
| Jahr      | 1962 | 1968 | 1975 | 1982 | 1990 | 1999 | 2008 | 2012 |
| --------- | ---- | ---- | ---- | ---- | ---- | ---- | ---- | ---- |
| Einwohner | 539  | 459  | 391  | 380  | 336  | 329  | 345  | 360  |

## Sehenswürdigkeiten
- prähistorische Festung resp. ein Dolmen
- galloromanische Festung
- Kirche Saint-Sulpice aus dem 13. Jahrhundert, Monument historique
- Château de la Dauge, rekonstruiert nach einem vormaligen Bau im 19. Jahrhundert
- Château de La Chassagne, restauriert und heute in privatem Besitz
- Château de Coudart, Privatbesitz
- Château de La Côte, Privatbesitz
- Flurkreuz aus dem 16. Jahrhundert
- Lavoir aus dem 18. Jahrhundert typisch ist

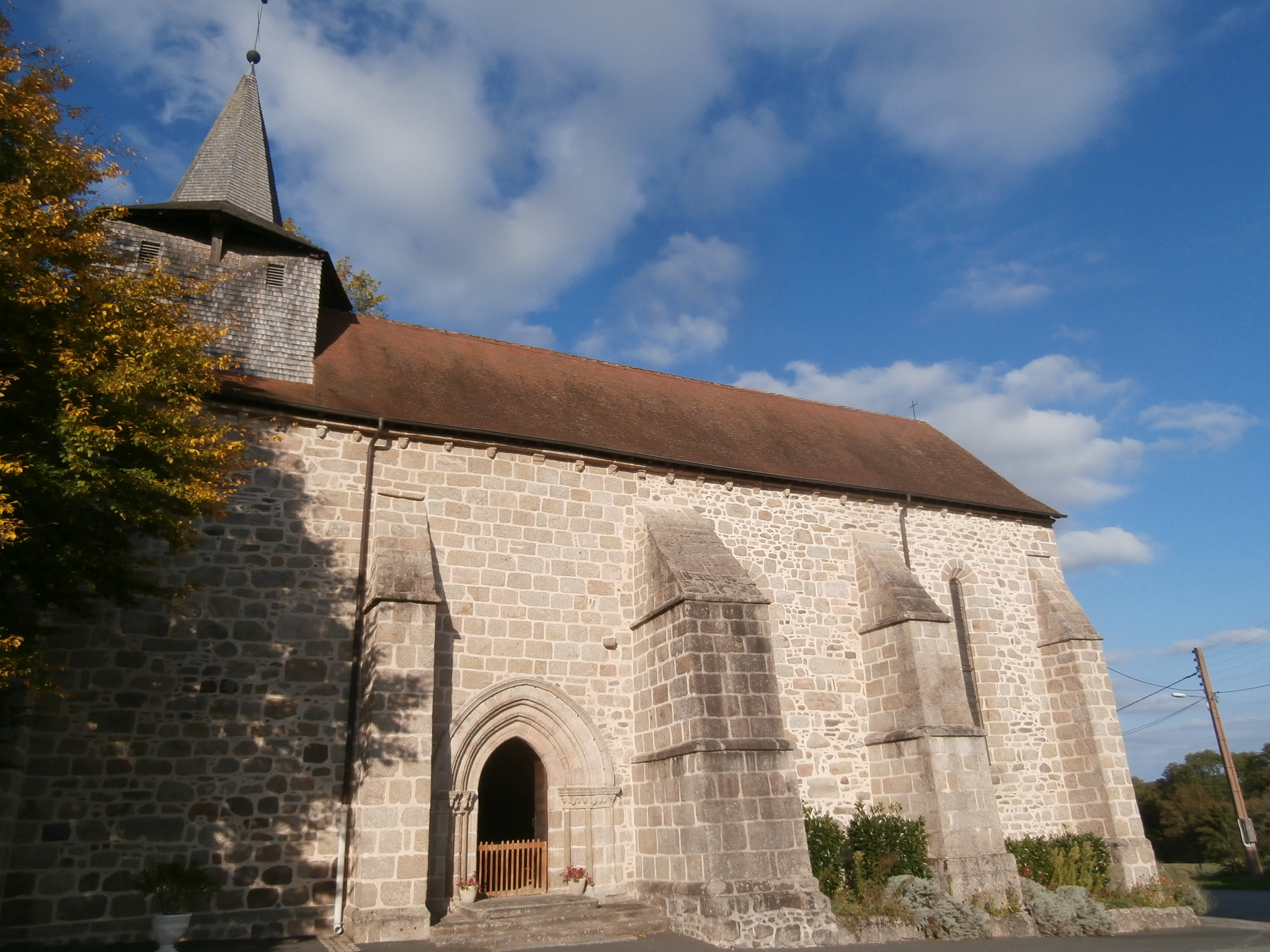
Kirche Saint-Sulpice